# Maypacius curiosus
Maypacius curiosus là một loài nhện trong họ Pisauridae.
Loài này thuộc chi Maypacius. Maypacius curiosus được miêu tả năm 1975 bởi Blandin.